# William Allen (Segler)
William Charles „Bill“ Allen (* 20. Dezember 1947 in Minneapolis) ist ein ehemaliger US-amerikanischer Segler.

## Erfolge
William Allen nahm an den Olympischen Spielen 1972 in München, dessen Segelregatten im Olympiazentrum Schilksee in Kiel stattfanden, neben William Bentsen als Crewmitglied des US-amerikanischen Bootes der Soling-Klasse von Skipper Harry Melges teil. Sie gewannen drei der sechs Wettfahrten und schlossen die beiden übrigen in die Wertung eingehenden Wettfahrten auf den Rängen zwei und drei ab, womit sie die Regatta mit 8,7 Punkten mit deutlichem Vorsprung als Olympiasieger beendeten. Die zweitplatzierten Schweden um Stig Wennerström kamen auf 31,7 Punkte. 1970 gewann Allen den US-amerikanischen Meistertitel in der Bootsklasse E-Scow sowie zwei Jahre darauf auch im Finn-Dinghy.
Allen schloss 1971 ein Studium der Betriebswirtschaftslehre am Colorado College ab.